# Municipio de Zion (Dakota del Norte)
El municipio de Zion (en inglés: Zion Township) está ubicado en el condado de Towner en el estado de Dakota del Norte (Estados Unidos).

## Geografía
El municipio de Zion se encuentra ubicado en las coordenadas 48°29′38″N 99°25′5″O / 48.49389, -99.41806. Según la Oficina del Censo de los Estados Unidos, tiene una superficie total de 93,31 km², de la cual 93,01 (99,77%) corresponden a tierra firme y 0,31 (0,33%) a agua.

## Demografía
Según el censo de 2010, el municipio de Zion estaba habitado por 50 personas de raza blanca y su densidad de población era de 0,54 hab/km².